# Bara (distrito)
Bara é um distrito da zona de Narayani, no Nepal. Tem como sede a cidade de Kalaiya, tem uma área de 1190 km² e em 2001 tinha 559 135 habitantes.